# Ананьев, Дмитрий Николаевич
Дмитрий Николаевич Ананьев (род. 19 февраля 1969, Москва) — предприниматель, бывший совладелец (вместе с братом Алексеем Ананьевым) холдинга «Промсвязькапитал». Дмитрий Ананьев и его брат Алексей Ананьев заочно арестованы в сентябре 2019 года и объявлены в международный розыск. По версии следствия, они участвовали в хищении денег из банка ПСБ. Общая сумма требований банком «Траст» к Ананьевым на сентябрь 2021 года составила 586 млн евро. На активы братьев Ананьевых и их жен наложен арест по всему миру.
Обладая личным состоянием $1,4 млрд, в 2017 году занял 59 место в списке 200 богатейших бизнесменов России (по версии журнала Forbes). 21 декабря 2017, по сообщению агентства Интерфакс, уехал из России. Живёт на Кипре. Приобрёл себе гражданство страны в обмен на инвестиции в кипрскую экономику.
Член Совета Федерации Федерального Собрания Российской Федерации от Ямало-Ненецкого автономного округа (2006—2013).

## Биография
Родился 19 февраля 1969 года в Москве.
Образование:
- 1994 г. — Московский авиационный институт, двигательные энергетические и энергофизические установки ЛА, инженер-механик.
- 1997 г. — Государственная академия управления им. Орджоникидзе (ныне ГУУ), менеджер высшей квалификации.
- 2006 г. — степень Executive MBA в бизнес-школе Чикагского университета.

Карьера:
- 1987—1989 гг. — служба в армии.
- 1990—1996 гг. — СП «Техносерв», замдиректора по маркетингу, заместитель председателя правления, заместитель председателя консультативного совета «Техносерв А/С».
- 1995—2006 гг. — Промсвязьбанк, председатель совета директоров.
- 2001—2006 гг. — НПФ «Промрегионсвязь», член совета директоров.
- 2002—2006 гг. — ЗАО «АиФ», член совета директоров; заместитель председателя Консультативного совета ООО «Техносерв А/С»

С 2005 года по сентябрь 2006 года являлся советником председателя Совета Федерации Сергея Миронова.
С 26 сентября 2006 года — член Совета Федерации, представитель от Законодательного собрания Ямало-Ненецкого автономного округа. С 26 октября 2007 года — председатель Комитета Совета Федерации по финансовым рынкам и денежному обращению. В ноябре 2011 года в рамках общей реформы Совета Федерации Комитет был объединен с Комитетом по бюджету, Ананьев был избран зам. председателя новообразованного Комитета по бюджету и финансовым рынкам.
10 июля 2013 года Дмитрием Ананьевым было заявлено о сложении полномочий члена Совета Федерации. Срок его полномочий истекал в марте 2015 года.
31 мая 2019 года на активы Дмитрия и Алексея Ананьевых был наложен судебный арест. Процедуру осуществил арбитражный суд Москвы после подачи Промсвязьбанком соответствующего заявления, ставшего частью процедуры по возврату банком и ЦБ своих активов, которые были выведены братьями-бизнесменам, сообщали «Ведомости». Общая сумма претензий по данному иску достигла 282,2 млрд руб., в 194,2 млрд руб. из которых был оценен нанесенный банку ущерб от всех сделок, проведенных руководством. Оставшиеся 88 млрд руб. ПСБ хотел взыскать с ответчиков за финансовую помощь, оказанную ему Центробанком.
14 января 2021 года стало известно, что Следственный комитет России возбудил уголовное дело и планирует предъявить обвинение бывшему совладельцу Промсвязьбанка Дмитрию Ананьеву в хищении трех земельных участков, принадлежащих государству.
Совладелец холдинга «Промсвязькапитал», в который входят:
- Промсвязьбанк
- Возрождение (банк)
- Техносерв
- Медиа3

- О2ТВ

меценатство
Вместе с полпредом президента по Центральному округу Георгием Полтавченко, президентом ОАО РЖД Владимиром Якуниным, президентом Фонда Андрея Первозванного, сенатором Сергеем Щеблыгиным входил весной 2006 г. в оргкомитет по пребыванию в Россию мощей апостола Андрея Первозванного.

## Семья
Жена — Людмила Ананьева, три сына и две дочери.